# Cá bò bông bi
Cá bò bông bi, còn gọi là cá bò gai vây, tên khoa học là Balistoides conspicillum, là một loài cá biển thuộc chi Balistoides trong họ Cá bò da. Loài này được mô tả lần đầu tiên vào năm 1801.

## Từ nguyên
Danh từ định danh conspicillum trong tiếng Latinh có nghĩa là "mắt kính", hàm ý đề cập đến dải sọc nằm trước, giữa hai mắt ở loài cá này.

## Phạm vi phân bố và môi trường sống
Cá bò bông bi có phân bố rộng khắp khu vực Ấn Độ Dương - Thái Bình Dương, từ Đông Phi, trải dài về phía đông đến quần đảo Samoa, ngược lên phía bắc đến Trung Nhật Bản (gồm cả quần đảo Ogasawara), xa về phía nam đến Úc (gồm cả đảo Lord Howe) và Nouvelle-Calédonie. Ở Việt Nam, cá bò bông bi được ghi nhận tại vịnh Nha Trang và quần đảo Trường Sa.
Cá bò bông bi lần đầu tiên được ghi nhận ở Địa Trung Hải, khi một cá thể được chụp tại ngoài khơi Palamós (Catalunya, Tây Ban Nha), có lẽ được thả ra từ bể cá.
Cá bò bông bi sống tập trung trên các rạn viền bờ ở độ sâu đến ít nhất là 75 m. Cá con sống ở những nơi có sự phát triển phong phú của các loài thủy sinh không xương sống.

## Mô tả
Chiều dài cơ thể lớn nhất được ghi nhận ở cá bò bông bi là 50 cm. Loài này có màu đen với các đốm tròn màu trắng đặc biệt ở nửa thân dưới và bụng. Lưng có một vùng hoa văn mắt lưới màu vàng nổi bật. Một sọc trắng hoặc vàng nhạt nằm trước và giữa hai mắt. Vùng quanh môi màu cam, có sọc trắng mỏng bao quanh. Cuống đuôi trắng, có 3–4 hàng gai nhỏ; giữa vây đuôi có dải vàng nhạt, gần như trắng.
Số gai ở vây lưng: 3; Số tia vây ở vây lưng: 25–27; Số gai ở vây hậu môn: 0; Số tia vây ở vây hậu môn: 21–23; Số tia vây ở vây ngực: 14–15.

## Sinh thái học
Thức ăn của cá bò bông bi bao gồm các loài thủy sinh không xương sống như nhuyễn thể, giáp xác, cầu gai và hải miên.

## Thương mại
Cá bò bông bi ít quan trọng đối với ngành ngư nghiệp nhưng lại là một loài cá cảnh rất có giá trị.